# Saint Edmund's Pippin
Saint Edmund's Pippin es una variedad cultivar de manzano (Malus domestica).
Criado por el horticultor R. Harvey en Bury St. Edmunds, Inglaterra. Descrito en 1875. Recibió un Certificado de Primera Clase de la Royal Horticultural Society en 1875. Las frutas tienen una carne moderadamente firme, jugosa, ligeramente ácida con buen sabor.

## Sinónimos
- "Early Golden Russet",
- "Saint-Edmund's Pippin",
- "St. Edmonds",
- "St. Edmund's Pippin",
- "St. Edmund's Russet",
- "St. Edmunds",
- "St. Edmunds Pippin",
- "St. Edmunds Russet".[4]

## Historia
'Saint Edmund's Pippin' es una variedad de manzana, descubierto en 1870 como una plántula casual y posteriormente criado por el horticultor Richard Harvey en Bury St. Edmunds, Suffolk (Reino Unido). Recibió un "Certificado de Primera Clase" de la Royal Horticultural Society en 1875.
'Saint Edmund's Pippin' se cultiva en la National Fruit Collection con el número de accesión: 1977-161 y Accession name: Saint Edmund's Pippin (LA 73A).
'Saint Edmund's Pippin' es el parental-madre de la variedades cultivares de manzana:
- Benenden Early,
- Nuvar Gold.[4][6]

## Características

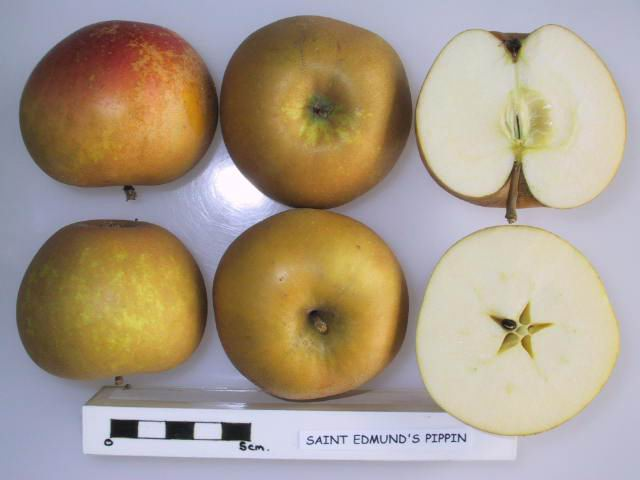
La manzana 'Saint Edmund's Pippin (LA 73A)' seccionada.

'Saint Edmund's Pippin' es portador de espuelas moderadamente vigoroso; porte recto y extendido; manzana ideal para enanizar portainjertos; tiene un tiempo de floración que comienza a partir del 2 de mayo con el 10% de floración, para el 7 de mayo tiene una floración completa (80%), y para el 17 de mayo tiene un 90% de caída de pétalos.
'Saint Edmund's Pippin' tiene una talla de fruto mediano; forma redondo y aplanada, con una altura de 53.50mm y una anchura de 60.00mm; con nervaduras ausentes; piel delgada, en la que se produce daños fácilmente por los golpes; epidermis con color de fondo verde/amarillo a dorado, con sobre color rubor pálido y parduzco en la cara expuesta al sol, grandes parches de ruginoso marrón, que generalmente cubren toda la manzana, "russeting" (pardeamiento áspero superficial que presentan algunas variedades) fuerte; pedúnculo de longitud mediana y moderadamente robusto, colocado en una cavidad peduncular profunda y estrecha, con importancia del "russeting"" en la cav. peduncular fuerte; calicina profunda y estrecha, con importancia del "russeting" en la cav. calicina fuerte; ojo pequeño y parcialmente abierto.
Pulpa amarillenta; textura crujiente y de grano fino, muy jugoso; sabor dulce, fragante, con un pronunciado sabor a pera 'Bosc', nueces y vainilla.
Su tiempo de recogida de cosecha se inicia a mediados de septiembre, la fruta madura al mismo tiempo, generalmente a fines del cuarto período. Las manzanas no se almacenan bien, se marchitan rápidamente. Presenta vecería necesitando adelgazamiento en la producción de fruta para lograr el tamaño característico. Tolera las zonas de resistencia USDA Hardiness Zones mínima de 6 a máxima de 8.
Variedad de manzana de uso múltiple como manzana de mesa, para cocina, y para la elaboración de sidra.

## Ploidismo
Diploide. Parcialmente autofértil, pero los cultivos mejoran con un polinizador compatible del Grupo C Día 8.

## Susceptibilidades
- Oidio: no presenta
- Moteado: no presenta
- Antracnosis: no presenta
- Óxido del cedro y del manzano: no presenta.[6]